# Грандадж, Майкл
Майкл Грандадж (англ. Michael Grandage; род. 1962) — британский режиссёр, актёр и продюсер.

## Биография
Майкл Грандадж родился в Йоркшире, Англия, и вырос в городе Пензанс, Корнволл, где его родители владели семейным бизнесом. Получил образование в школе «Гемфри Деви». Учился в Центральной Школе сценической речи и драматического искусства Лондонского университета.
Двенадцать лет Майкл Грандадж работал актёром в «Национальном молодежном театре», манчестерском театре «Королевская биржа» и в «Королевской шекспировской компании», прежде чем заняться режиссурой. Режиссёрский дебют состоялся в 1996 году, Майкл Грандадж поставил «Последний янки», по одноимённому произведению Артура Миллера, в «Меркури театре», Колчестера.
В 1998 году Майкл Грандадж приглашен работать в «Шеффилд театр», где он поставил пьесу Шекспира «Двенадцатая ночь, или Как вам угодно». С 1999 по 2005 год он был художественным руководителем Шеффилд театра.
С 2002 по 2012 год Майкл Грандадж был художественным руководителем театра Donmar Warehouse в Лондоне. В 2010 году Майкл Ґрандадж начал работать в опере.
В 2010 году его пьеса «Красный», по одноимённому произведению Джона Логана, выиграла шесть номинаций премии «Тони», среди которых — за лучшую пьесу и лучшую режиссуру.
В конце 2011 года Майкл Грандадж вместе с Джеймсом Бирманом, бывшим исполнительным продюсером Donmar Warehouse, создал компанию Michael Grandage Company. В 2014 году Грандадж и Бирман начал работу над своим первым художественным фильмом «Гений».

## Личная жизнь
Майкл Грандадж живёт со своим партнером Кристофером Орамом в Лондоне.

## Фильмография

### Актёр
| Год       |   | Русское название      | Оригинальное название      | Роль          |
| --------- | - | --------------------- | -------------------------- | ------------- |
| 1988      | с | Судья Рампол          | Rumpole of the Bailey      | Дейв Инчкейп  |
| 1989      | ф | —                     | Somewhere to Run           | Тим           |
| 1989      | с | —                     | Chelworth                  | Джейми        |
| 1990      | с | Вечерний театр        | Theatre Night              | Родриго       |
| 1990      | с | Второй экран          | Screen Two                 | Поль Моран    |
| 1990      | с | Зелёный человек       | The Green Man              | Джейми        |
| 1991      | с | Джози                 | Josie                      | н/д           |
| 1991      | с | Дом сестер Эллиотт    | The House of Eliott        | Хьюго Бантинг |
| 1994      | с | Анна Ли               | Anna Lee                   | Майк Тревор   |
| 1994      | с | Брат Кадфаэль         | Cadfael                    | король Стивен |
| 1994      | ф | Безумие короля Георга | The Madness of King George | инвалид       |
| 1997—1998 | с | Электронные жучки     | Bugs                       | Ченнинг Харди |

### Режиссёр и продюсер
| Год  |     | Русское название | Оригинальное название                | Роль                |
| ---- | --- | ---------------- | ------------------------------------ | ------------------- |
| 2010 | в   | —                | Red                                  | режиссёр            |
| 2016 | ф   | Гений            | Genius                               | режиссёр и продюсер |
| 2016 | док | —                | Dawn French Live: 30 Million Minutes | режиссёр            |
| 2018 | кор | —                | The Cocaine Famine                   | продюсер            |
| 2018 | ф   | Красный          | Red                                  | режиссёр            |
| 2022 | ф   | Мой полицейский  | My Policeman                         | режиссёр            |